# Kukułka Fuchsa

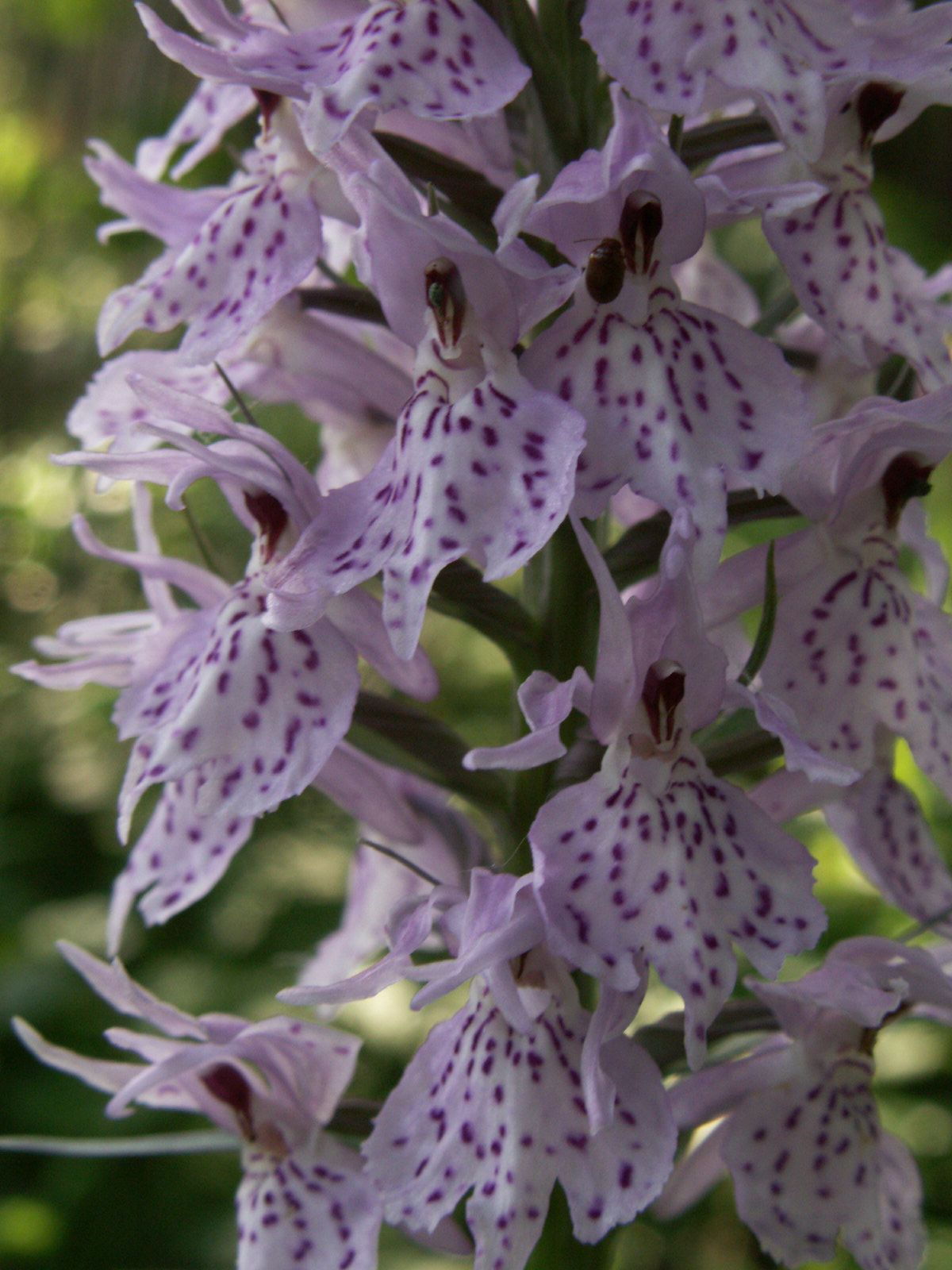

Kukułka Fuchsa, stoplamek Fuchsa (Dactylorhiza fuchsii (Druce) Soó) – gatunek rośliny należący do rodziny storczykowatych. Często uważany jest za podgatunek kukułki plamistej (D. maculata subsp. fuchsii). Występuje w Europie i Azji. W Polsce występuje na terenie całego kraju, jednak jest rośliną rzadką.

## Morfologia
ŁodygaProsta, pełna, kanciasta, ulistniona, cienka, zielona, osiąga wysokość do 30 cm, a w dobrych warunkach dorasta do 70 cm.
LiścieOsadzone skrętoległe na pędzie od 3 do 6 sztuk. Dolne podłużne, lancetowate, szerokoeliptyczne, tępo zakończone, pokryte plamkami. Górne liście obejmują łodygę.
KwiatyZebrane w kłos, średniej wielkości, zwykle bezwonny o barwie od bladoróżowej przez czerwoną do ciemnofioletowej z bordowym rysunkiem. Znamię pokryte jest lepką, bogatą w glukozę substancją przywabiającą owady. Warżka z bardzo zmiennym wzorem w kształcie punktów i linii, łatka środkowa warżki ostra i dłuższa od bocznych. Boczne płatki silnie odgięte w tył. Kwiatostan wielokwiatowy, gęsty, położony w szczytowej części pędu.
OwoceTorebka z dużą ilością bardzo drobnych nasion, rozsiewanych przez wiatr.
Gatunki podobneBardzo podobna jest kukułka plamista, do niedawna gatunki te nie były od siebie odróżniane i często są z sobą mylone. Największe różnice między nimi dotyczą budowy kwiatu.

## Biologia i ekologia
Bylina, geofit. Kwitnie od kwietnia do czerwca. Od pozostałych kukułek (stoplamków) różni się tym, iż jako jeden z nielicznych oferuje owadom nektar. Rośnie w żyznych wilgotnych lasach olszowych, na brzegach wód, na podmokłych łąkach i torfowiskach, czasami na skrajach łąk i w podmokłych zaroślach na granicy z lasem. Lubi gleby wilgotne, żyzne, o odczynie zbliżonym do obojętnego. Jest mrozoodporna, bez okrywy śnieżnej znosi dobrze niskie temperatury. Liczba chromosomów 2n=40.

## Ochrona
Roślina objęta jest w Polsce ścisłą ochroną gatunkową. Umieszczona na Czerwonej liście roślin i grzybów Polski w grupie gatunków narażonych na wyginięcie (kategoria zagrożenia V). Największym zagrożeniem są skutki działalności człowieka; osuszanie i melioracja terenów, regulacja rzek oraz niszczenie lasów łęgowych. Zagraża jej także zarastanie torfowisk i łąk na których występuje przez trzcinę lub krzewiastą roślinność.

## Zmienność
Tworzy mieszańce z gółką długoostrogową, kukułką bzową, k. krwistą, k. Russowa i k. szerokolistną. Gatunek zróżnicowany na sześć podgatunków:
- Dactylorhiza fuchsii subsp. carpatica (Batouek & Kreutz) Kreutz – występuje na Słowacji
- Dactylorhiza fuchsii subsp. fuchsii – rośnie w całym zasięgu gatunku
- Dactylorhiza fuchsii subsp. hebridensis (Wilmott) Soó – występuje na Wyspach Brytyjskich
- Dactylorhiza fuchsii subsp. okellyi (Druce) Soó – rośnie na Wyspach Brytyjskich
- Dactylorhiza fuchsii subsp. psychrophila (Schltr.) Holub – występuje w zachodniej i północnej Europie oraz północnej Azji
- Dactylorhiza fuchsii subsp. sooana (Borsos) Borsos – rośnie w Czechach, Słowacji i na Węgrzech